# Plateau d'Avron
Pour les articles homonymes, voir Avron.
Le plateau d'Avron est une butte-témoin située en Seine-Saint-Denis, à une dizaine de kilomètres à l'est de Paris.
En mai 2022, une surface de quinze hectares d'espaces verts est inaugurée, dont quatre hectares de « zone refuge » pour préserver la biodiversité, l'espace total devant à terme être de 26 hectares,.

## Géographie

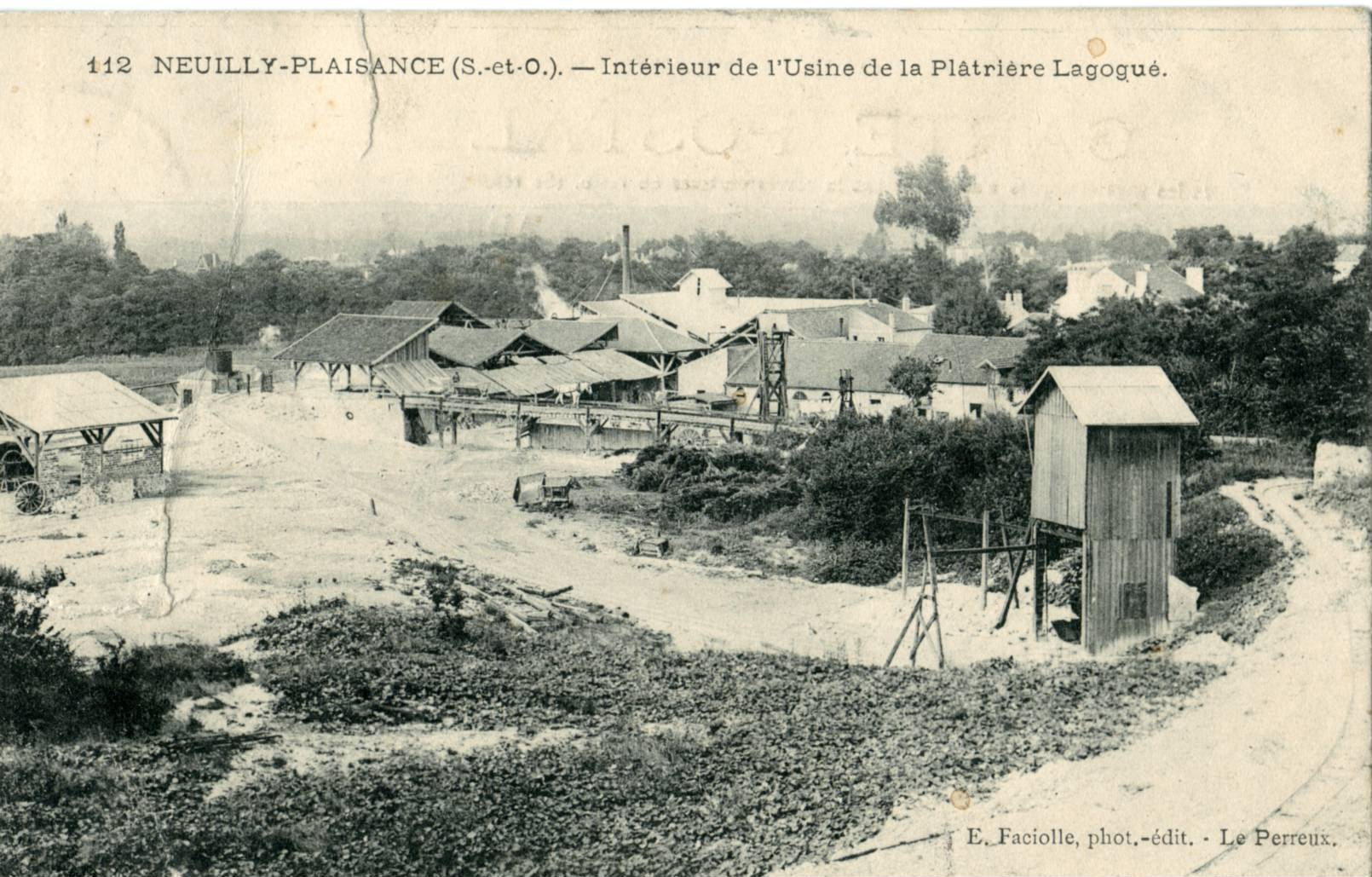
Une carrière au début du XXe siècle.

Le plateau est situé sur le territoire des communes de Rosny-sous-Bois, Villemomble et Neuilly-Plaisance. On y trouve de nombreuses anciennes carrières de gypse ; les plâtrières d'Avron ont constitué une activité importante dans le secteur du XVIIIe siècle jusqu'au début du XXe siècle.
Le plateau était directement concerné par le projet d'autoroute A103 ce qui a provoqué depuis les années 1970 l'opposition des habitants. Le projet a été abandonné sous la pression, notamment, de l’Association de défense et de sauvegarde de l’environnement du plateau d’Avron (ADSEPA). Un parc de 31 hectares a été inauguré en 1999 ; le plateau est classé parmi les sites Natura 2000 du département. Par ailleurs, en juillet 1988 et en janvier 1989, à la demande de l’ANCA, le préfet du département de la Seine-Saint-Denis a pris deux Arrêtés de protection de biotopes (APB) pour protéger deux sites du plateau d’Avron : le biotope des Alisiers et le biotope des Mares, dans le parc des Coteaux-d’Avron à Neuilly-Plaisance.

## Histoire
Le premier château d'Avron (121-141, avenue Jules-Guesde ; 23-25, rue Danton à Rosny-sous-Bois) est attesté en 1424 et est démoli vers 1635 afin de permettre l'édification de celui de Claude Le Ragois de Bretonvilliers, terminé vers 1645, mentionné sur la carte de Delagrive (1740), puis la Carte des Chasses du Roi (1764-1808). En 1794, ce second château est transformé en bâtiment d'exploitation et sa démolition commence en 1805. Celle-ci est totalement achevée en 1850.
Pendant la guerre de 1870, le plateau d'Avron a été un des hauts lieux de la défense de Paris. De nombreux écrits officiels témoignent de cette période.

## Sites et monuments

### Parc communal du Coteau-d'Avron
Situé avenue du Président-Kennedy à Neuilly-Plaisance, le site du plateau d'Avron de 31 hectares s'étend sur deux communes (Rosny-sous-Bois et Neuilly-Plaisance). Il va voir se créer un grand parc de verdure sur la partie Rosny qui prolongera celui débuté à Neuilly-Plaisance. Le plateau d'Avron disposera ainsi d'ici quelques années d'un parc de 66 ha. Le parc offre une vue panoramique sur une large partie de la Brie francilienne, de Marne-la-Vallée à l'est à Paris en direction de l'ouest.

### Église du plateau d'Avron
L'histoire de l'église du plateau d'Avron, baptisée église Notre-Dame-de-l'Assomption mais appelée également Notre-Dame d'Avron, est un édifice conçu par l'architecte Henri Conus, édifié en 1932 en briques et béton armée. L'abbé Ernest Laforge, le curé de Neuilly-Plaisance, rencontra de nombreuses difficultés pour édifier cette église. Sa tombe est située au fond de l'église.

### Le château d'eau

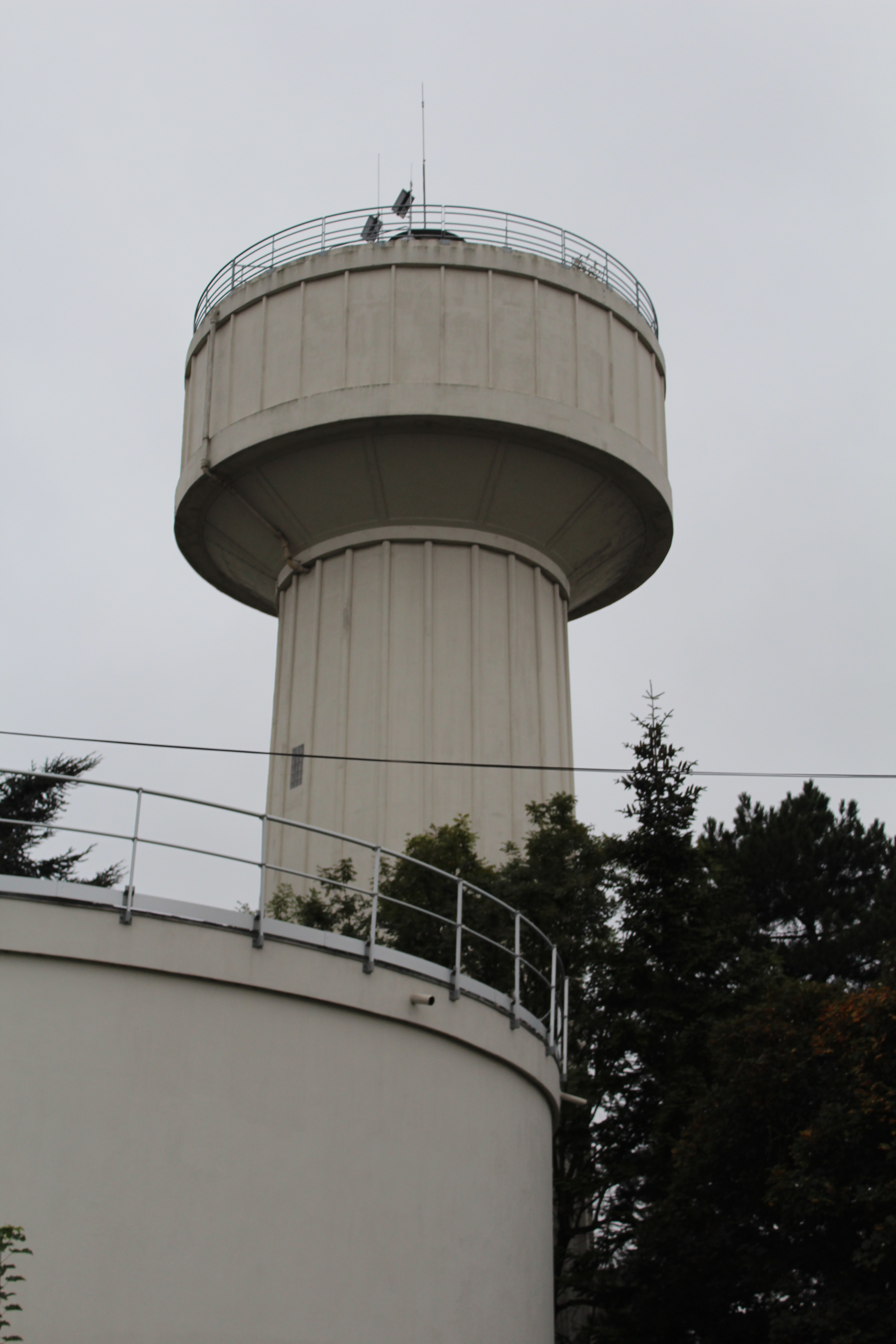
Château d'eau.

Le château d'eau du plateau d'Avron fut construit en 1938, date à laquelle il fut mis en service. De nos jours, il continue à recevoir par pompage les eaux de l'usine de traitement situé sur la commune de Neuilly-sur-Marne et alimente en eau le plateau d'Avron et toutes les communes alentour, comme Rosny-sous-Bois, Neuilly-Plaisance, Villemomble ou encore Gagny et d'autres… D'une hauteur d'environ 40 mètres, le château d'eau est devenu le repère principal du plateau, aisément observable sur une distance de plus de 20 kilomètres.